# Округ Татнол (Џорџија)
Татнол (енгл. Tattnall County) је округ у америчкој савезној држави Џорџија.

## Демографија
По попису из 2010. године број становника је 25.520, што је 3.215 (14,4%) становника више него 2000. године.
| Група             | 2000.          | 2010.          |
| Белци             | 13.218 (59,3%) | 15.196 (59,5%) |
| Афроамериканци    | 7.010 (31,4%)  | 7.465 (29,3%)  |
| Азијати           | 64 (0,3%)      | 99 (0,4%)      |
| Хиспаноамериканци | 1.883 (8,4%)   | 2.502 (9,8%)   |
| Укупно            | 22.305         | 25.520         |